# Parker (Kansas)
Parker – miasto w Stanach Zjednoczonych, w stanie Kansas, w hrabstwie Linn.